# Antiquariat am Burgplatz

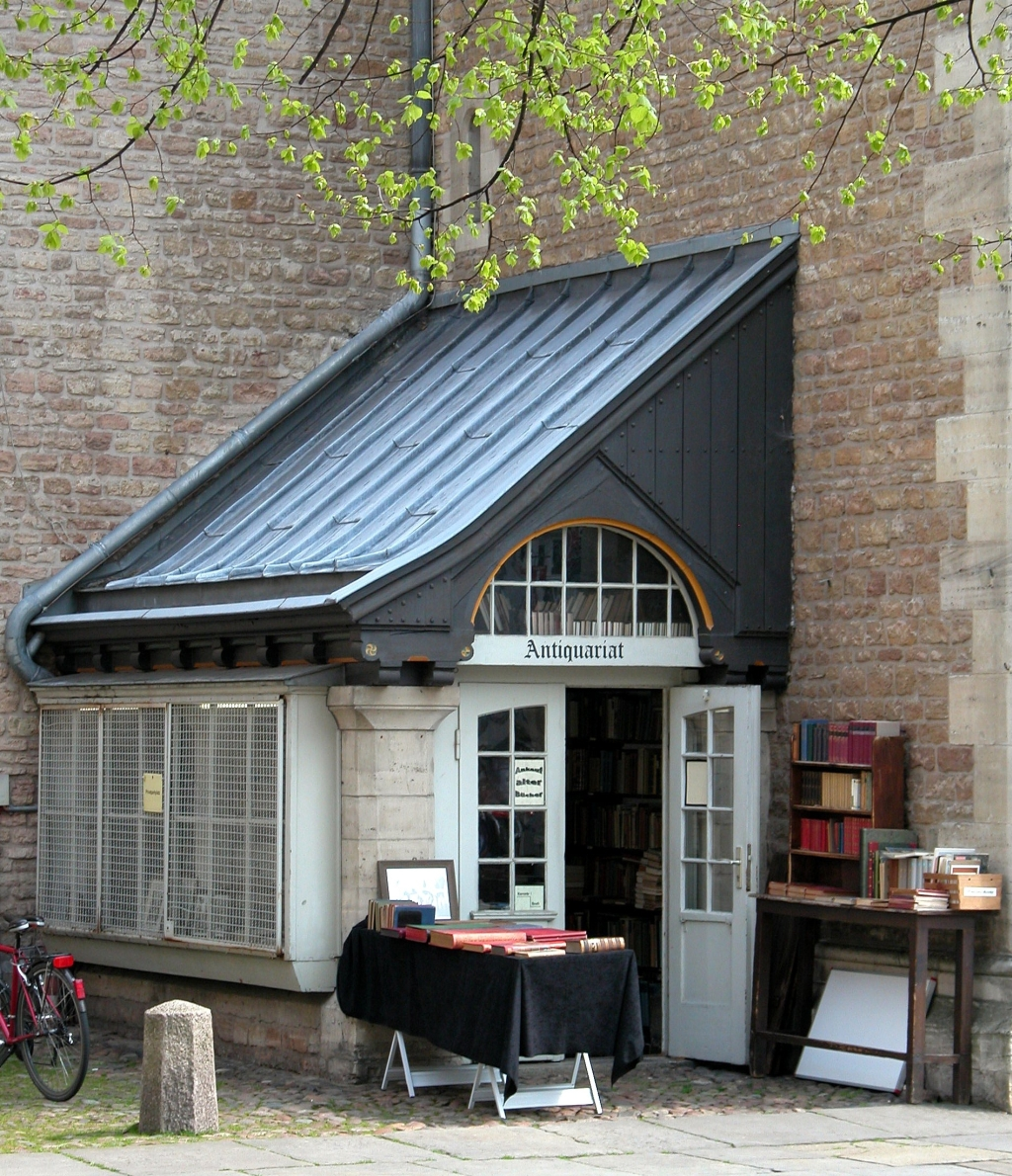
Das Spitzwegeck

Das Antiquariat am Burgplatz in Braunschweig, nach Carl Spitzwegs Gemälde Der Bücherwurm auch Spitzwegeck genannt, besteht dort seit 1949. Mit seiner Grundfläche von etwa 8 m² ist es das kleinste Antiquariat Deutschlands. Es befindet sich links neben dem Eingang zur Burg Dankwarderode.

## Geschichte

### Antiquariat Scholz (1895–1945)
Die Ursprünge der Buchhandlung gehen auf den in Königslutter geborenen Antiquar und Schriftsteller Wilhelm Scholz, einen langjährigen Freund Wilhelm Raabes, und auf das Jahr 1895 zurück. Scholz eröffnete in diesem Jahr eine Buchhandlung mit angeschlossenem Antiquariat in der Ehrenbrechtstraße 4, nahe dem Staatstheater. Im Januar 1930 verkaufte er das Geschäft für 8000 Reichsmark an seinen Mitarbeiter Bernhard Schütte (1902–1993), der es bis zur Zerstörung des Gebäudes im Zweiten Weltkrieg unter demselben Namen fortführte.

### Antiquariat Schütte (1949–1992)

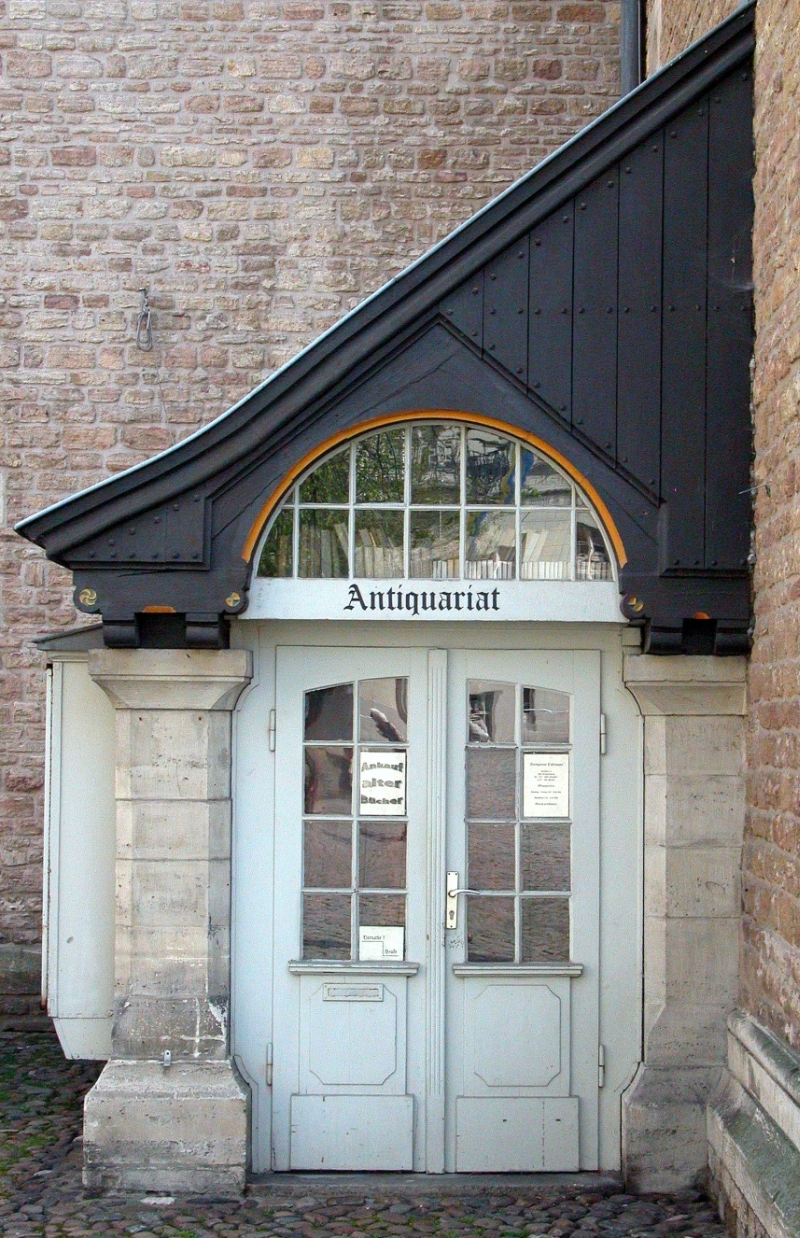
Eingangstür

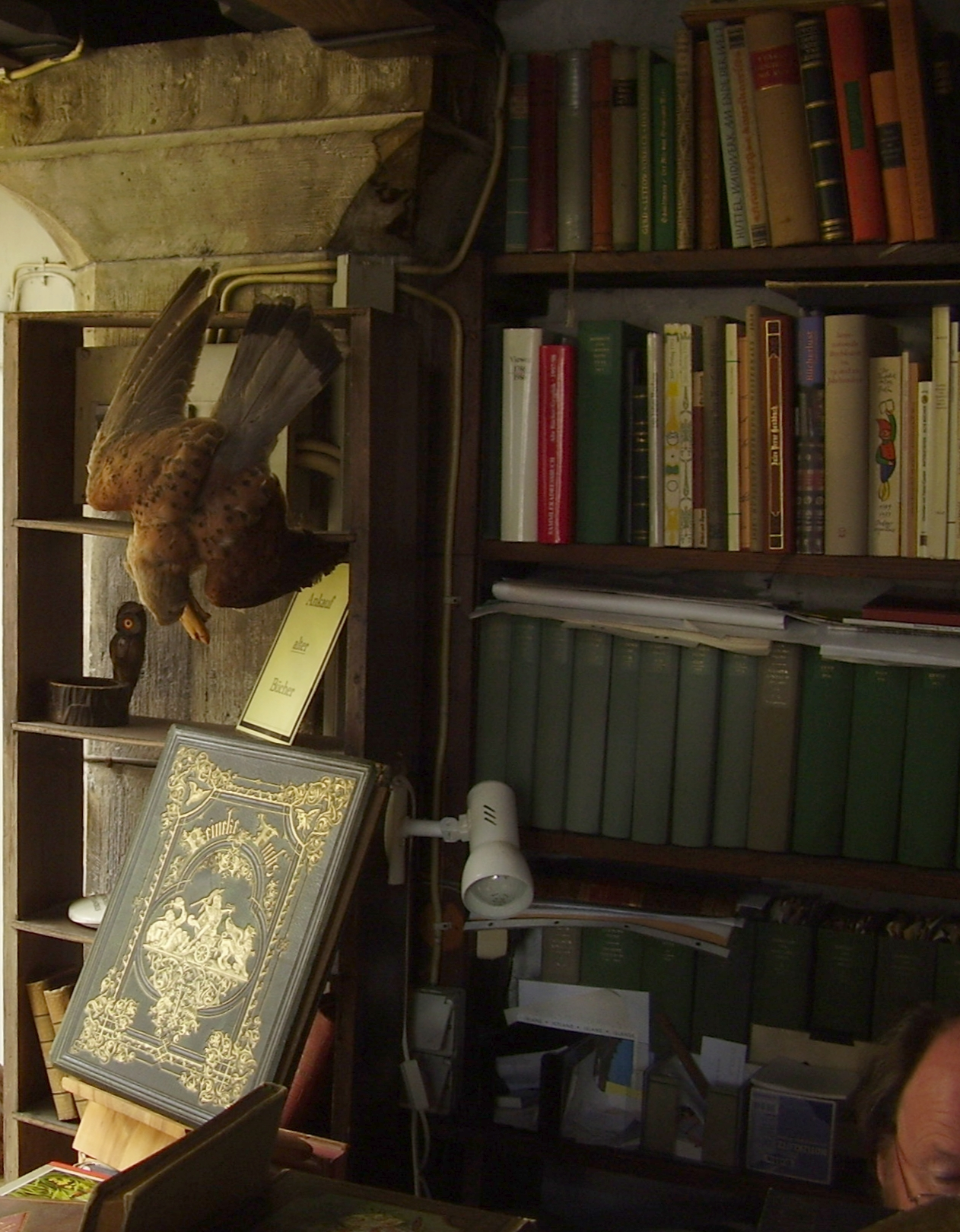
Innenansicht

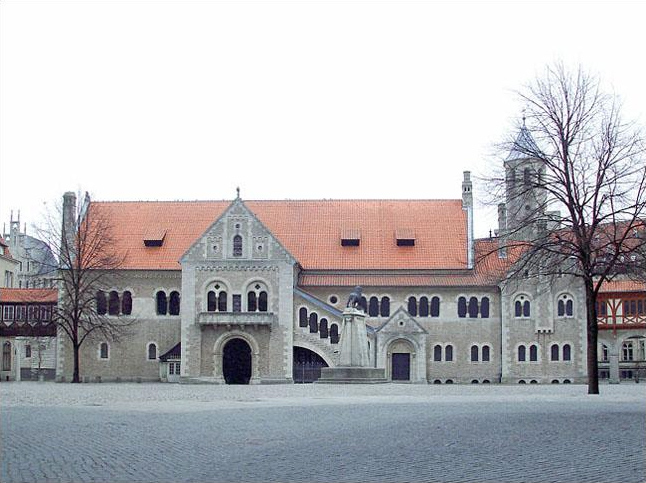
Burg Dankwarderode; das Antiquariat befindet sich, kaum sichtbar, links neben dem Haupteingang.

Aus kurzer Kriegsgefangenschaft zurückgekehrt, stellte sich für Schütte bald heraus, dass ein Wiederaufbau der Buchhandlung am alten Standort nicht möglich war. Er betrieb zunächst einen Büchertauschhandel in der Schuhstraße, bis ihm der braunschweigische Landeskonservator Kurt Seeleke bald nach der Währungsreform einen neuen Standort auf der Westseite der Burg Dankwarderode, neben deren Haupteingang, anbot. Nachdem dort ein alter Kellereingang zugeschüttet worden war, wurde innerhalb weniger Wochen die kleine Buchhandlung, so wie sie auch heute noch zu sehen ist, errichtet.

#### Drohende Schließung
In der Vorbereitungsphase der Landesausstellung „Stadt im Wandel“ sollte die Burg 1985 grundlegend saniert und noch vorhandene Kriegsschäden sollten beseitigt werden. Dazu beschlossen die Organisatoren der Ausstellung, die gesamte Burg während der mehrmonatigen Renovierungs- und Restaurierungsarbeiten einzurüsten und für die Öffentlichkeit zu sperren. Für das Antiquariat hätte dies das wirtschaftliche Aus bedeutet. Nach Protesten aus der Öffentlichkeit wurde der Zugang zum Antiquariat jedoch auch während der Bauarbeiten offen gehalten – ein Umstand, der Schüttes Buchhandlung schließlich überregional und sogar im Ausland bekannt machte.

### Antiquariat Fuhrmann (seit 1992)
Im Januar 1992 verkaufte der 90-jährige Bernhard Schütte sein Antiquariat samt Buchbestand an seinen Nachfolger Jürgen Fuhrmann. Bald darauf verstarb Schütte. Das Antiquariat Fuhrmann besteht noch heute an alter Stelle.